# Grotte d'El Buxu
La grotte du Buxu est une grotte ornée et un site préhistorique situé dans la commune de Cangas de Onís, dans les Asturies, en Espagne,. C'est une grotte karstique qui contient principalement des niveaux solutréens ayant livré une industrie lithique et osseuse et divers objets d'art mobilier, et qui abrite des figures d'art pariétal. Elle a été classée Bien d'intérêt culturel en 1985 (cote RI-51-010076).

## Historique

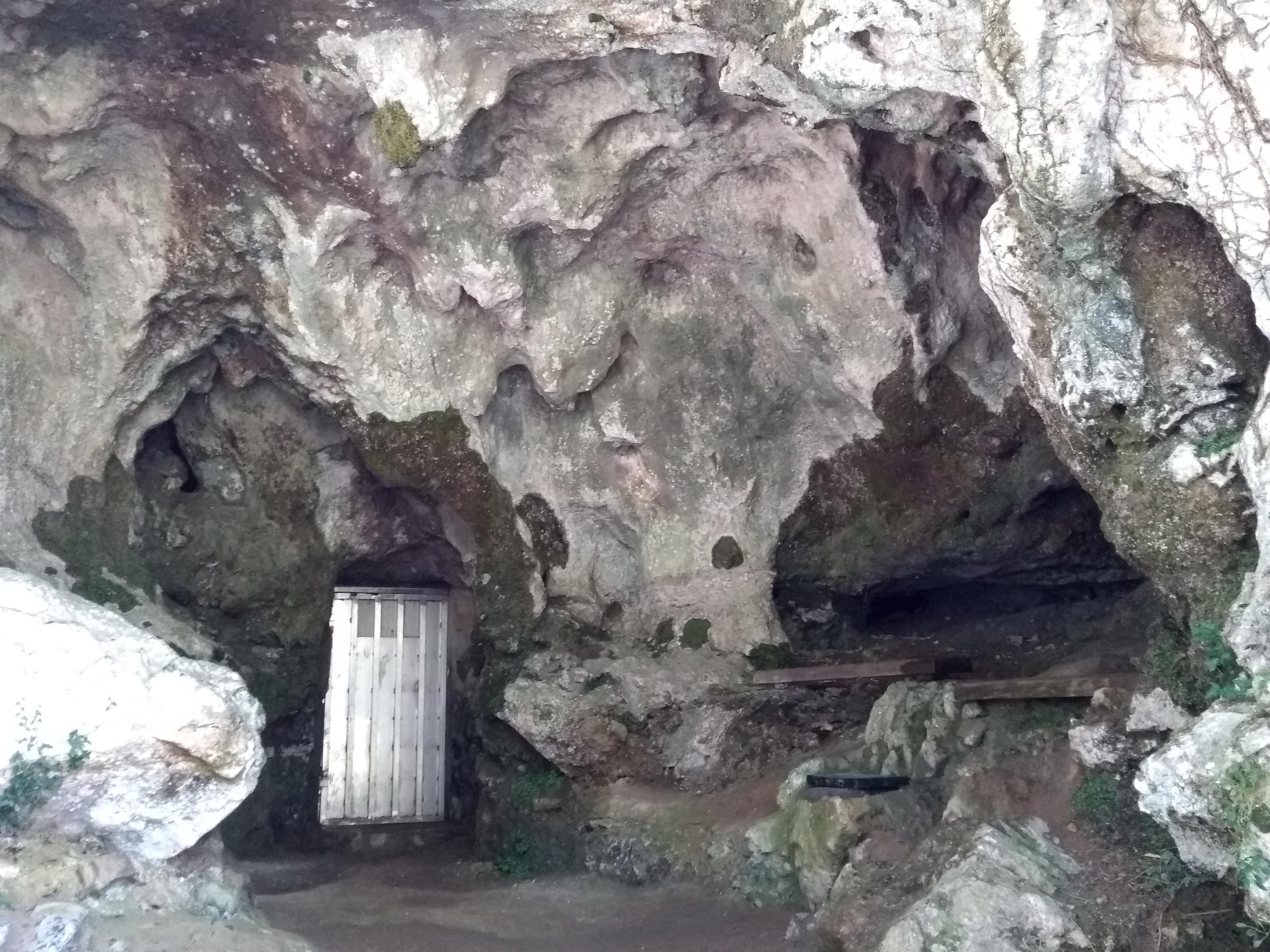
Intérieur de la grotte

En novembre 1916, Ricardo Duque de Estrada, passionné de préhistoire, envoya son prospecteur, Cesáreo Cardin, inspecter la Cueva de las Inxanas mais, empruntant un mauvais chemin, il découvrit, à travers un petit passage, la grotte du Buxu. Ricardo Duque de Estrada a étudié les figures pariétales avec Hugo Obermaier, qui en a publié un compte-rendu en 1918.

## Description
De chaque côté de la galerie principale se trouvent des ouvertures qui mènent à des puits et à des galeries hautes, dont une seule, la Grande Salle, contient de l'art pariétal.

## Industrie lithique
Différents outils lithiques en silex du Solutréen ont été trouvés, principalement des grattoirs.

## Art mobilier
On a trouvé dans la grotte une dent d'ours des cavernes (Ursus spelaeus) sculptée en forme d'oiseau. Elle a dû être utilisée comme pendentif, car elle présente un trou dans la partie proximale. Citons également une plaque de calcaire gravée de différents motifs (animaux, signes et anthropomorphes). Ces objets sont conservés et exposés au musée archéologique des Asturies (es).

## Art pariétal
La grotte abrite des gravures et des figures pariétales en peinture noire, notamment des représentations d'animaux, tels que des chevaux, caprins, cerfs et bisons, ainsi que des figures géométriques qui pourraient représenter des pièges de chasse. L'ensemble est attribué au Solutréen.
La grotte fut le lieu d'inspiration du dessinateur et archéologue Roberto Frassinelli (es). C'est l'une des cavités décrites comme « magiques » par Juan García Atienza (es).